# Danh sách quân chủ Luxembourg
Dưới đây là danh sách các bá tước, công tước và Đại công tước Luxembourg từ khi còn thuộc Vương quốc Đức cho đến thời điểm hiện nay.

## Bá tước Luxemburg
Năm 963, Sigfried, Bá tước xứ Ardennes mua lại được một số vùng đất đá được gọi dưới cái tên Lucilinburhuc cùng với một số vùng đất ngay cạnh đó để đổi lại một số vùng đất mà ông sở hữu gần Feulen (nay thuộc Nam Luxembough). Cũng cùng năm đó, ông cho xây dựng một pháo đài ở đây và tự xưng là bá tước của vùng. Tuy vậy, phải đến gần 150 năm sau (tức đến năm 1096), tước hiệu công tước xứ Luxembough mới được sử dụng trong các văn bản và tài liệu dưới thời William I, Công tước xứ Luxembourg.
| Tên                          | Chân dung     | Sinh - mất                                           | Thời gian cầm quyền                        | Hôn nhân |
| Nhà Luxemburg                | Nhà Luxemburg | Nhà Luxemburg                                        | Nhà Luxemburg                              | Nhà Luxemburg |
| ---------------------------- | ------------- | ---------------------------------------------------- | ------------------------------------------ | --- |
| Siegfried                    | không khung   | c. 922 - 28 tháng 10 năm 998                         | 963 - 28 tháng 10 năm 998                  | - Hedwig xứ Nordgau c. 950 11 đứa con |
| Heinrich I                   | không khung   | c. 960 - 27 tháng 2 năm 1026 (?)                     | 28 tháng 10 năm 998 - 27 tháng 2 năm 1026  | Không kết hôn |
| Heinrich II                  | không khung   | c. 1005 - 14 tháng 10 năm 1047                       | 27 tháng 2 năm 1026 - 14 tháng 10 năm 1047 | Không kết hôn |
| Giselbert                    |               | c. 1007 - 14 tháng 8 năm 1059                        | 14 tháng 10 năm 1047 - 14 tháng 8 năm 1059 | Không rõ tên 6 người con |
| Konrad I                     | không khung   | c. 1040 - 8 tháng 8 năm 1086                         | 14 tháng 8 năm 1059 - 8 tháng 8 năm 1086   | - Clémence xứ Aquitaine 1095 7 người con |
| Heinrich III                 | không khung   | 1070 - 1096                                          | 8 tháng 8 năm 1086 - 1096                  | Không kết hôn |
| Wilhelm                      | không khung   | 1081 - 1131                                          | 1096 - 1131                                | - Wilhelm Luitgart xứ Northeim c. 1105 3 người con |
| Konrad II                    | không khung   | 1106 - 1136                                          | 1131 - 1136                                | - Ermgard xứ Zutphen sau 1131 Không có con |
| Nhà Namur                    |               |                                                      |                                            | |
| Heinrich IV Heinrich Mù      | không khung   | c, 1112 - 14 tháng 8 năm 1196                        | 1136 - 14 tháng 8 năm 1196                 | - Laurette xứ Alsace 1157 Không có con - Agnes xứ Geldern 1171 1 người con |
| Nhà Staufer                  |               |                                                      |                                            | |
| Otto                         | không khung   | 1167/1171 (tháng 6/7 năm 1171) - 13 tháng 1 năm 1200 | Sau 14 tháng 8 năm 1196 - 1197             | - Marguerite xứ Blois 1192 2 người con |
| Nhà Namur                    |               |                                                      |                                            | |
| Ermesinde                    | không khung   | 1186 - 12 tháng 2 năm 1247                           | 1197 - 12 tháng 2 năm 1247                 | - Thiebaut xứ Bar 1197 4 người con - Walram IV xứ Limburg 1214 3 người con |
| Nhà Luxemburg                |               |                                                      |                                            | |
| Heinrich V Heinrich Tóc vàng | không khung   | 1216 - 24 tháng 12 năm 1281                          | 12 tháng 2 năm 1247 - 24 tháng 12 năm 1281 | - Marguerite xứ Bar 1240 7 người con |
| Heinrich VI                  | không khung   | c. 1240 - 5 tháng 6 năm 1288                         | 24 tháng 12 năm 1281 - 5 tháng 6 năm 1288  | - Béatrice xứ Avesnes 1265 5 người con |
| Heinrich VII                 | không khung   | c. 1278/1279 - 24 tháng 8 năm 1313                   | 5 tháng 6 năm 1288 - 24 tháng 8 năm 1313   | - Margarete xứ Brabant 9 tháng 7 năm 1292 3 người con |
| Jang Jang Mù                 | không khung   | 10 tháng 8 năm 1296 - 26 tháng 8 năm 1346            | 24 tháng 8 năm 1313 - 26 tháng 8 năm 1346  | - Eliška Přemyslovna 1 tháng 9 năm 1310 7 người con - Béatrice nhà Bourbon Tháng 12 năm 1334 1 người con |
| Karl I                       | không khung   | 14 tháng 5 năm 1316 - 29 tháng 11 năm 1378           | 26 tháng 8 năm 1346 - 1355                 | - Blanche xứ Valois Tháng 5 năm 1329 3 người con - Anna xứ Bayern 11 tháng 3 năm 1349 1 người con - Anna xứ Świdnica 27 tháng 5 năm 1353 3 người con - Elżbieta xứ Pomerania 21 tháng 5 năm 1363 6 người con |
| Václav I                     | không khung   | 25 tháng 2 năm 1337 - 7 tháng 12 năm 1382            | 1353 - 13 tháng 3 năm 1354                 | - Johanna xứ Brabant 1352 Không có con |

## Công tước xứ Luxemburg
Năm 1354, Công quốc Luxembourgh được thành lập theo lệnh của người anh trai Karl IV, bao gồm vùng đất của bá quốc Luxembourg cũ, Phiên hầu quốc Arlon, các Bá quốc Durbuy và Laroche, các thành bang Thionville, Bitburg và Marville. Năm 1411, Sigismund mất công quốc về tay người cháu gái mình là Eliška xứ Görlitz, rồi từ đó bà bán Công quốc cho Philippe Tốt bụng của nhà Valouis-Burgundy vào năm 1441 (nhưng với điều kiện là họ chỉ được sở hữu vùng đất khi bà mất). Dòng nam của nhà Bourgogne tuyệt tự không lâu sau đó tại trận Nancy và con gái của công tước xứ Bourgogne cuối cùng là Marie lấy Maximilian của nhà Hasburg, từ đó từng bước ràng buộc công quốc với gia tộc Hasburg quyền lực. Sau này công quốc lần lượt nằm dưới sự cai trị của Tây Ban Nha, rồi đến Áo. Công quốc sau này bị người Pháp xâm lược và thủ tiêu vào năm 1795.
| Tên                                                 | Chân dung   | Sinh - mất                                | Thời gian cai trị                          | Hôn nhân                                                                                                  |
| --------------------------------------------------- | ----------- | ----------------------------------------- | ------------------------------------------ | --- |
| Václav I                                            | không khung | 25 tháng 2 năm 1337 - 7 tháng 12 năm 1382 | 13 tháng 3 năm 1354 - 7 tháng 12 năm 1382  | - Johanna xứ Brabant 1352 Không có con                                                                    |
| Wenzel II Wenzel Lười biếng                         | không khung | 26 tháng 2 năm 1631 - 16 tháng 8 năm 1419 | 7 tháng 12 năm 1382 - 1388                 | - Johanna xứ Bayern 29 tháng 9 năm 1370 Không có con - Sophie xứ Bayern 2 tháng 5 năm 1389 Không có con   |
| Jošt                                                | không khung | c. 1354 - 18 tháng 1 năm 1411             | 1388 - 18 tháng 1 năm 1411                 | - Elżbieta xứ Opolskie (?) Không có con - Agnieszka xứ Opolskie Tháng 4 năm 1372 Không có con             |
| Eliška I                                            | không khung | Tháng 11 năm 1390 - 2 tháng 8 năm 1451    | 18 tháng 1 năm 1411 - 1443                 | - Antoine xứ Brabant. 16 tháng 7 năm 1409 2 người con - Johann III 1418 Không có con                      |
| Antoine (Đồng cai trị cùng Eliška)                  | không khung | Tháng 8 năm 1384 - 25 tháng 10 năm 1415   | 18 tháng 1 năm 1411 - 25 tháng 10 năm 1415 | - Jeanne xứ Saint-Pol 21 tháng 2 năm 1402 2 người con - Eliška xứ Görlitz 16 tháng 7 năm 1409 2 người con |
| Johann II Johann Tàn bạo (Đồng cai trị cùng Eliška) | không khung | 1374 - 6 tháng 1 năm 1425                 | 10 tháng 3 năm 1418 - 6 tháng 1 năm 1425   | - Eliška xứ Görlitz 1418 Không có con                                                                     |

### Tuyên bố kế vị (Công tước trên danh nghĩa)
Vào năm 1443, nhà Burgundy dưới quyền Philippe Tốt bụng tiến quân đột ngột vào Luxembough và nắm quyền kiểm soát vùng đất này, như không xưng công tước sau khi Eliška mất được do vướng phải tranh chấp với Anna của Áo, là người có quan hệ gần nhất với nhà Luxembourg. Nhà Luxembourg (hay các hậu duệ gần với dòng họ này nhất) vẫn xưng là công tước trên danh nghĩa cho đến khi Jiří xứ Poděbrady mất năm 1471, còn xung đột với nhà Burgundy trên thực tế chấm dứt vào năm 1467. Theo đó, Philippe chính thức giành được tước hiệu sau khi Elisabeth của Áo từ bỏ yêu sách của mình đối với quyền cai trị vùng đất này.
| Tên                                                                 | Chân dung   | Sinh - mất                                 | Thời gian giữ tước hiệu                     | Hôn nhân                                                                             |
| ------------------------------------------------------------------- | ----------- | ------------------------------------------ | ------------------------------------------- | ------------------------------------------------------------------------------------ |
| Eliška I                                                            | không khung | Tháng 11 năm 1390 - 2 tháng 8 năm 1451     | 1443 - 2 tháng 8 năm 1451                   | - Antoine xứ Brabant. 16 tháng 7 năm 1409 2 người con - Johann III 1418 Không có con |
| Ladislav Ladislav Kẻ mồ côi cha                                     | không khung | 22 tháng 2 năm 1440 - 23 tháng 11 năm 1457 | 2 tháng 8 năm 1451 - 23 tháng 11 năm 1457   | Không kết hôn                                                                        |
| Anna                                                                | không khung | 12 tháng 4 năm 1432 - 13 tháng 10 năm 1462 | 23 tháng 11 năm 1457 - 13 tháng 10 năm 1462 | - Wilhelm III xứ Sachsen 2 tháng 6 năm 1446 2 người con                              |
| Wilhelm III Wilhelm Dũng cảm                                        | không khung | 30 tháng 4 năm 1425 - 17 tháng 9 năm 1482  | 23 tháng 11 năm 1457 - 13 tháng 10 năm 1462 | - Anna của Áo 2 tháng 6 năm 1446 2 người con                                         |
| Elisabeth II                                                        | không khung | 1436 - 30 tháng 8 năm 1505                 | 13 tháng 10 năm 1462 - 1467                 | - Casimir IV Jagiellon Tháng 8 năm 1453 13 người con                                 |
| Casimir Jagiellon                                                   | không khung | 30 tháng 11 năm 1427 - 7 tháng 6 năm 1492  | 13 tháng 10 năm 1462 - 1467                 | - Elisabeth của Áo Tháng 8 năm 1453 13 người con                                     |
| Jiří xứ Poděbrad Vị vua của hai dân tộc hoặc Người bạn của Hòa bình | không khung | 23 tháng 4 năm 1420 - 22 tháng 3 năm 1471  | 1458 - 1471                                 | - Kunhuta xứ Šternberk 1441 6 người con - Johana xứ Rožmitál 1450 4 người con        |

### Nhà Burgundy
| Tên                                              | Chân dung   | Sinh - mất                                | Thời gian cai trị                         | Hôn nhân |
| ------------------------------------------------ | ----------- | ----------------------------------------- | ----------------------------------------- | --- |
| Philippe I Tốt bụng                              | không khung | 31 tháng 7 năm 1396 - 15 tháng 6 năm 1467 | 1443 - 15 tháng 6 năm 1467                | - Michelle của Pháp Tháng 6 năm 1409 Không có con - Bonne xứ Artois 30 tháng 11 năm 1424 Không có con - Isabel của Bồ Đào Nha 7 tháng 1 năm 1430 3 người con      |
| Charles II Dũng cảm ,Học việc                    | không khung | 10 tháng 11 năm 1433 - 5 tháng 1 năm 1477 | 15 tháng 6 năm 1467 - 5 tháng 1 năm 1477  | - Catherine của Pháp 19 tháng 5 năm 1440 Không có con - Isabelle nhà Bourbon 30 tháng 10 năm 1454 1 người con - Margaret xứ York. 3 tháng 7 năm 1468 Không có con |
| Marie I                                          | không khung | 13 tháng 2 năm 1457 - 27 tháng 3 năm 1482 | 5 tháng 1 năm 1477 - 27 tháng 3 năm 1482  | - Maximilian I của Áo 19 tháng 8 năm 1477 3 người con |
| Maximilian I Người kị sĩ cuối cùng (Đồng trị vì) | không khung | 22 tháng 3 năm 1459 - 12 tháng 1 năm 1519 | 19 tháng 8 năm 1477 - 27 tháng 3 năm 1482 | - Marie I xứ Bourgogne 19 tháng 8 năm 1477 3 người con |

### Nhà Habsburg
| Tên                                  | Chân dung   | Sinh - mất                                | Thời gian cai trị                         | Hôn nhân |
| ------------------------------------ | ----------- | ----------------------------------------- | ----------------------------------------- | --- |
| Philipp II Đẹp trai                  | không khung | 22 tháng 7 năm 1478 - 25 tháng 9 năm 1506 | 27 tháng 3 năm 1482 - 25 tháng 9 năm 1506 | - Juana I của Castilla. 20 tháng 10 năm 1496 6 người con |
| Karel III Hoàng đế, Kẻ Phiêu lưu,... | không khung | 24 tháng 2 năm 1500 - 21 tháng 9 năm 1558 | 25 tháng 9 năm 1506 - 16 tháng 1 năm 1556 | - Isabel của Bồ Đào Nha 10 tháng 3 năm 1526 7 người con |
| Felipe III Cẩn trọng                 | không khung | 21 tháng 5 năm 1527 - 13 tháng 9 năm 1598 | 16 tháng 1 năm 1556 - 13 tháng 9 năm 1598 | - Maria Manuela của Bồ Đào Nha 12 tháng 11 năm 1543 1 người con - Mary I của Anh 25 tháng 4 năm 1554 Không có con - Élisabeth của Pháp 22 tháng 6 năm 1559 5 người con (6 người con ?) - Anna của Áo 4 tháng 5 năm 1570 5 người con |
| Isabel Clara Eugenia                 | không khung | 12 tháng 8 năm 1566 - 1 tháng 12 năm 1633 | 6 tháng 5 năm 1598 - 13 tháng 7 năm 1621  | - Albrecht VII của Áo 18 tháng 4 năm 1599 3 người con |
| Albrecht                             | không khung | 3 tháng 11 năm 1559 - 13 tháng 7 năm 1621 | 6 tháng 5 năm 1598 - 13 tháng 7 năm 1621  | - Isabel Clara Eugenia của Tây Ban Nha 18 tháng 4 năm 1599 3 người con |
| Felipe IV Đại đế, Vua của Hành tinh  | không khung | 8 tháng 4 năm 1605 - 17 tháng 9 năm 1665  | 31 tháng 7 năm 1621 - 17 tháng 9 năm 1665 | - Elisabeth của Pháp 18 tháng 10 năm 1615 8 người con - Maria Anna của Áo 7 tháng 10 năm 1649 5 người con |
| Carlos IV Bị mê hoặc                 | không khung | 6 tháng 11 năm 1661 - 1 tháng 11 năm 1700 | 17 tháng 9 năm 1665 - 1 tháng 11 năm 1700 | - Marie Louise của Orléans Tháng 9 năm 1679 Không có con Maria Anna xứ Neuburg Tháng 5 năm 1690 Không có con |

### Nhà Borbón
Khi Carlos II của Tây Ban Nha mất mà không có con nối dõi, chiến tranh kế vị Tây Ban Nha bùng nổ. Philippe, Công tước xứ Anjou tuyên thệ là vua Tây Ban Nha nửa tháng sau khi Carlos II mất. Trước và trong cuộc chiến, Felipe và đồng minh của ông là quân Pháp kiểm soát một số quốc gia ở vùng đất thấp, trong đó có Luxembourg. Quyền kiểm soát vùng đất thấp sau đó được chuyển giao cho bên Bayern khi tuyển hầu tước của Bayern này để mất vùng đất của mình vào tay Đế chế. Hiệp ước Utrecht ký kết năm 1713 cho phép tuyển hầu tước xứ Bayern được phục hồi chức vị của mình như trước khi cuộc chiến diễn ra. Công quốc sau đó rơi vào tay của người Áo.
| Tên               | Chân dung   | Sinh - mất                                | Thời gian cai trị           | Hôn nhân |
| ----------------- | ----------- | ----------------------------------------- | --------------------------- | --- |
| Felipe V Dũng cảm | không khung | 19 tháng 12 năm 1683 - 9 tháng 7 năm 1746 | 15 tháng 11 năm 1700 - 1712 | - Maria Luisa xứ Savoy 2 tháng 11 năm 1701 4 người con - Elisabetta Farnese 16 tháng 9 năm 1714 6 người con |

### Nhà Wittelsbach
| Tên           | Chân dung   | Sinh - mất                                | Thời gian cai trị          | Hôn nhân |
| ------------- | ----------- | ----------------------------------------- | -------------------------- | --- |
| Maximilian II | không khung | 11 tháng 7 năm 1662 - 26 tháng 2 năm 1726 | 1712 - 11 tháng 4 năm 1713 | - Maria Antonia của Áo 15 tháng 7 năm 1685 3 người con - Teresa Kunegunda Sobieska 15 tháng 8 năm 1694 10 người con |

### Nhà Habsburg
| Tên               | Chân dung   | Sinh - mất                                 | Thời gian cai trị                           | Hôn nhân |
| ----------------- | ----------- | ------------------------------------------ | ------------------------------------------- | --- |
| Karl V            | không khung | 1 tháng 10 năm 1685 - 20 tháng 10 năm 1740 | 11 tháng 4 năm 1713 - 20 tháng 10 năm 1740  | - Elisabeth Christine 1 tháng 8 năm 1708 4 người con |
| Maria II Theresia | không khung | 13 tháng 5 năm 1717 - 29 tháng 11 năm 1780 | 20 tháng 10 năm 1740 - 29 tháng 11 năm 1780 | - Franz Stefan 12 tháng 2 năm 1736 16 người con |
| Joseph            | không khung | 13 tháng 3 năm 1741 - 20 tháng 2 năm 1790  | 29 tháng 11 năm 1780 - 20 tháng 2 năm 1790  | - Isabel của nhà Bourbon-Parma 6 tháng 10 năm 1760 4 người con - Maria Josepha xứ Bayern 25 tháng 1 năm 1765 Không có con |
| Leopold           | không khung | 5 tháng 5 năm 1747 - 1 tháng 3 năm 1792    | 20 tháng 2 năm 1790 - 1 tháng 3 năm 1792    | - María Luisa của Tây Ban Nha 16 tháng 2 năm 1764 16 người con |
| Franz             | không khung | 12 tháng 2 năm 1768 - 2 tháng 3 năm 1835   | 1 tháng 3 năm 1792 - 1794                   | - Elisabeth xứ Württemberg 6 tháng 1 năm 1788 1 người con - Maria Teresa của Napoli và Sicilia 15 tháng 9 năm 1790 12 người con - Maria Ludovika Beatrix của Áo-Este 6 tháng 1 năm 1808 Không có con - Karoline Auguste của Bayern 29 tháng 10 năm 1816 Không có con |

Luxembourg sau đó bị người Pháp chiếm đóng trong khoảng 18 năm, từ năm 1793 đến năm 1813, khi quân của Liên minh thứ sáu đánh chiếm vùng đất này.

## Đại công tước Luxembourg
Theo đại hội Viên năm 1813, Luxembourg chính thức trở thành Đại Công quốc và được nhà Orange-Nassau dưới quyền Wiliam I cai trị theo kiểu liên minh cá nhân với vương quốc Hà Lan.

### Nhà Orange-Nassau
| Tên        | Chân dung   | Sinh - mất                                 | Thời gian cai trị                          | Hôn nhân |
| ---------- | ----------- | ------------------------------------------ | ------------------------------------------ | --- |
| Willem I   | không khung | 24 tháng 8 năm 1773 - 12 tháng 12 năm 1843 | 15 tháng 3 năm 1815 - 7 tháng 10 năm 1840  | - Wilhelmine của Phổ:101 1 tháng 10 năm 1791 6 người con - Henriette d'Oultremont 17 tháng 2 năm 1841 Không có con  |
| Willem II  | không khung | 6 tháng 12 năm 1792 - 17 tháng 3 năm 1849  | 7 tháng 10 năm 1840 - 17 tháng 3 năm 1849  | - Anna Pavlovna của Nga 21 tháng 2 năm 1816 5 người con                                                             |
| Willem III | không khung | 19 tháng 2 năm 1817 - 23 tháng 11 năm 1890 | 17 tháng 3 năm 1849 - 23 tháng 11 năm 1890 | - Sophie xứ Württemberg 18 tháng 6 năm 1839 3 người con - Emma xứ Waldeck và Pyrmont 7 tháng 1 năm 1879 1 người con |

### Nhà Nassau-Weilburg
Khi Willem III chết mà không có con trai nối dõi, gia tộc Nassau-Orange lúc đó quyết định cho phép con gái duy nhất của mình là Wilhelmina (sống sót được đến khi vua mất) lên làm vua của Hà Lan. Tuy vậy, Luxembourgh lại nằm trong phần lãnh thổ của Đế quốc La Mã Thần thánh và do gia tộc nhà Nassau kiểm soát. Chiểu theo Thỏa ước Gia tộc Nassau (1783), mặc dù cả hai bên đều có luật bán-Salic, tức là cho phép dòng nữ kế vị khi dòng nam tuyệt tự, nhưng với Hà Lan, vì là một quốc gia độc lập không thuộc Thánh chế La Mã khi thời điểm kí kết diễn ra, do vậy họ có quyền tự quyết định lớn hơn nhiều so với phía Luxembough. Do vậy, vì dòng nam của nhà Nassau ở Weilburg vẫn chưa bị tuyệt tự nên khi đó ngai vàng chuyển qua cho Adolphe, lúc này đang là người đứng đầu của nhánh Nassau-Weilburg.
Năm 1906, dòng nam của nhà Weiburg cũng không còn người nối dõi nam khi người con trai duy nhất mà gia tộc này có được lúc đó còn lại là Georg Nikolaus, Bá tước xứ Merenberg, người con sinh ra trong một gia đình quý tiện, không đủ điều kiện để lên là người đứng đầu của nhà Nassau-Weiburg (đồng nghĩa với việc là Đại Công tước Luxembough). Vậy nên vào năm 1907, Wëllem IV quyết định chấm dứt sự kế ngôi của các Bá tước xứ Merenberg bằng cách sửa đổi luật pháp để đưa Marie-Adélaïde, con gái lớn tuổi nhất của ông này lên ngôi Đại Công tước. Nhũng thành viên sau đó của nhà Nassau tiếp tục lên kế vị theo luật mới của Wëllem.
| Tên            | Chân dung   | Chữ nổi     | Sinh - mất                                 | Thời gian cai trị                           | Hôn nhân |
| -------------- | ----------- | ----------- | ------------------------------------------ | ------------------------------------------- | --- |
| Adolphe        | không khung | không khung | 24 tháng 7 năm 1817 - 17 tháng 11 năm 1905 | 23 tháng 11 năm 1890 - 17 tháng 11 năm 1905 | - Elizabeth Mikhailovna của Nga 31 tháng 1 năm 1844 Không có con - Adelheid Marie xứ Anhalt-Dessau 23 tháng 4 năm 1581 5 người con |
| Wëllem IV      | không khung | không khung | 12 tháng 4 năm 1852 - 25 tháng 2 năm 1912  | 17 tháng 11 năm 1905 - 25 tháng 2 năm 1912  | - Maria Ana của Bồ Đào Nha 21 tháng 6 năm 1893 6 người con                                                                         |
| Marie-Adélaïde | không khung | không khung | 14 tháng 6 năm 1894 - 24 tháng 1 năm 1924  | 25 tháng 2 năm 1912 - 14 tháng 1 năm 1919   | Không kết hôn |
| Charlotte      | không khung | không khung | 23 tháng 1 năm 1896 - 9 tháng 7 năm 1985   | 14 tháng 1 năm 1919 - 12 tháng 11 năm 1964  | - Felix nhà Bourbon-Parma 6 tháng 1 năm 1919 6 người con                                                                           |
| Jean           | không khung | không khung | 5 tháng 1 năm 1921 - 23 tháng 4 năm 2019   | 12 tháng 11 năm 1964 - 23 tháng 4 năm 2019  | - Josephine Charlotte của Bỉ 9 tháng 4 năm 1953 5 người con                                                                        |
| Henri          | không khung | không khung | 16 tháng 4 năm 1955 - nay                  | 7 tháng 10 năm 2000 - nay                   | - María Teresa 4 tháng 2 năm 1981 5 người con                                                                                      |